# Johann Josef Loschmidt
Johann Josef Loschmidt, född den 15 mars 1821 i Karlsbad, Böhmen, död den 8 juli 1895 i Wien, var en österrikisk fysiker, som var lärare vid en realskola i Wien och 1868 blev professor vid universitetet i Wien. Han  genomförde forskningsinsatser inom den kinetiska gasteorins område, och bestämde Loschmidts tal, som senare kommit att kallas Avogadros tal. Loschmidt behandlade även problem inom den fysiska kemin.

## Biografi
Loschmidt hade två tidiga mentorer. Den första var en böhmisk präst, Adalbert Czech, som övertalade Loschmidts föräldrar att skicka unge Josef till gymnasiet i Piaristklostret i Schlackenwerth och 1837 till avancerade gymnasieklasser i Prag.
Detta följdes av två års studier av filosofi och matematik vid Karlsuniversitetet i Prag, där han träffade sin andra viktiga mentor. Detta var filosofiprofessorn Franz Serafin Exner, vars syn sviktade och som bad Loschmidt att vara hans personliga läsare. Exner var känd för sina innovativa skolreformer, som inkluderade att främja matematik och vetenskap som viktiga ämnen. Han föreslog för Loschmidt, som blev en nära personlig vän, att han skulle tillämpa matematik på psykologiska fenomen. Under processen med att göra detta blev han en mycket skicklig matematiker.
Loschmidt gick i pension från universitetet i Wien 1891 och dog 1895 .

## Eftermäle
Asteroiden 12320 Loschmidt är uppkallad efter honom.

## Vetenskapligt arbete
Tiden då Loschmidt gradvis utvecklade sina idéer om molekylära strukturer, skulle bli en anmärkningsvärd epok inom vetenskapen. Det var den tid då den kinetiska gasteorin utvecklades.
Hans häfte 1861, Chemische Studien ("kemiska studier"), presenterade tvådimensionella representationer för över 300 molekyler på ett sätt som anmärkningsvärt liknar det som används av dagens kemister. Bland dessa fanns aromatiska molekyler som bensen (C6H6), och den närbesläktade triazin. Loschmidt symboliserade bensenkärnan med en stor cirkel, som han sa skulle representera föreningens ännu obestämda struktur. Några har emellertid framhållit, att han såg detta som förslag till en cyklisk struktur, fyra år för det av Kekulé, som är mera känd och allmänt krediterad för upptäckten av bensens cykliska struktur.
År 1865 var Loschmidt den första att uppskatta storleken på de molekyler som utgör luften med ett resultat som var bara dubbelt så stort som den sanna storleken, en anmärkningsvärd prestation med tanke på de approximationer han var tvungen att göra. Hans metod tillät att beräkning av storleken på alla gasmolekyler kunde relateras till mätbara fenomen, och därmed bestämma hur många molekyler som finns i en given gasvolym. Denna senare kvantitet är nu känd som Loschmidtkonstanten och dess moderna värde är 2,69 x 1019 molekyler per kubikcentimeter vid standardtemperatur och tryck (STP).
Loschmidt och hans yngre universitetskollega Ludwig Boltzmann blev goda vänner. Hans kritik av Boltzmanns försök att härleda termodynamikens andra lag från kinetisk teori blev känd som "reversibilitetsparadoxen". Det ledde Boltzmann till hans statistiska begrepp entropi som ett logaritmiskt mått på antalet mikrotillstånd motsvararande ett givet termodynamiskt tillstånd.